# Eulaira schediana
Eulaira schediana là một loài nhện trong họ Linyphiidae. Chúng được Ralph Vary Chamberlin & Wilton Ivie miêu tả năm 1933.

## Phân loài
- Eulaira schediana nigrescens Ralph Vary Chamberlin & Wilton Ivie, 1945